# Kenneth Braaten
Kenneth Braaten (ur. 24 września 1974 w Mo i Rana) – norweski narciarz klasyczny specjalizujący się w kombinacji norweskiej, złoty medalista olimpijski, dwukrotny medalista mistrzostw świata oraz złoty medalista mistrzostw świata juniorów.

## Kariera
Po raz pierwszy na arenie międzynarodowej Kenneth Braaten pojawił się w styczniu 1994 roku, podczas mistrzostw świata juniorów w Breitenwang. Wspólnie z kolegami z reprezentacji wywalczył tam złoty medal w zawodach drużynowych. W Pucharze Świata zadebiutował 18 lutego 1995 roku w Bad Goisern, zajmując 40. miejsce w zawodach rozgrywanych metodą Gundersena. Tym samym już w swoim debiucie zdobył pierwsze pucharowe punkty (w sezonach 1993/1994-2001/2002 obowiązywała inna punktacja Pucharu Świata). Więcej nie punktował i w klasyfikacji generalnej sezonu 1994/1995 zajął 63. miejsce. Przez dwa kolejne sezony ani razu nie pojawił się w zawodach pucharowych. W tym czasie startował w cyklu Pucharu Świata B (obecnie Puchar Kontynentalny).
Do rywalizacji na najwyższym szczeblu powrócił w sezonie 1997/1998. W ośmiu startach Braaten trzykrotnie znalazł się w czołowej dziesiątce, w tym 13 stycznia 1998 roku w Ramsau nie tylko po raz pierwszy stanął na podium, ale od razu zwyciężył w Gundersenie. Było to jego jedyne podium w tym sezonie oraz jedyne zwycięstwo w całej karierze. Sezon ten zakończył na 24. pozycji. W lutym 1998 roku brał udział w igrzyskach olimpijskich w Nagano, gdzie wspólnie z Bjarte Engenem Vikiem, Halldorem Skardem i Fredem Børre Lundbergiem zdobył drużynowo złoty medal. Po skokach Norwegowie znaleźli się na trzeciej pozycji, tracąc do prowadzących Finów osiem sekund, a do drugich Austriaków 4 sekundy. W biegu reprezentacja Norwegii należała do najszybszych na trasie, dzięki czemu na mecie stawili się jako pierwsi, z przewagą ponad minuty nad Finami o ponad półtorej minuty nad Francuzami, którzy zdobyli brązowe medale. W zawodach indywidualnych nie wystąpił.
Najlepsze pucharowe wyniki osiągnął w sezonie 1998/1999. Dziewięciokrotnie meldował się pierwszej dziesiątce zawodów, trzykrotnie stając na podium: 29 grudnia 1998 roku w Oberwiesenthal i 9 stycznia 1999 roku w Štrbskim Plesie był drugi odpowiednio w sprincie i Gundersenie, a 24 stycznia 1999 roku w Sankt Moritz zajął trzecie miejsce w sprincie. W klasyfikacji generalnej dało mu to szóstą pozycję. Na mistrzostwach świata w Ramsau w 1999 roku Norwegowie z Braatenem w składzie zajęli drugie miejsce w sztafecie. W walce o złoto lepsi okazali się Finowie, którzy zwyciężyli z przewagą ponad minuty. Indywidualnie po skokach do zawodów metodą Gundersena zajmował dopiero dwudzieste miejsce, jednak w biegu był najszybszy i awansował aż na piąte miejsce. Podobnie sytuacja wyglądała w sprincie, w którym Kenneth awansował z 19. miejsca po skokach na siódmą pozycję na mecie biegu.
Dobrze prezentował się w sezonie 1999/2000, który ukończył na dwunastej pozycji. Siedem razy znalazł się w czołówce zawodów, jednak na podium stanął tylko raz - 11 marca 2000 roku w Oslo był drugi w Gundersenie. W kolejnym sezonie pięciokrotnie w plasował się w dziesiątce, ale nie stanął na podium. Jego najlepszym wynikiem było czwarte miejsce wywalczone 5 stycznia 2001 roku w Reit im Winkl. Ostatni medal w karierze zdobył na mistrzostwach świata w Lahti w 2001 roku, gdzie wraz z Halldorem Skardem, Sverre Rotevatnem i Kristianem Hammerem zwyciężył w sztafecie. Indywidualnie był trzynasty w Gundersenie, a w sprincie zajął 11. pozycję.
Sezon 2001/2002 był jednym z najsłabszych w jego karierze. W żadnym z siedmiu startów w Pucharze Świata nie zajął miejsca wyższego niż 29. Lepiej wypadł sezonie 2001/2002 Pucharu Świata B, który ukończył na siódmej pozycji. Dwa razy stanął na podium: 4 stycznia w Klingenthal wygrał, a 11 stycznia 2002 roku w Baiersbronn był drugi. Nie wystąpił na igrzyskach olimpijskich w Salt Lake City w lutym 2002 roku. Poprawił się już w sezonie 2002/2003, który ukończył na ósmym miejscu. Cztery razy znalazł się w pierwszej dziesiątce zawodów, przy czym raz stanął na podium - 15 marca 2003 roku w Lahti był drugi sprincie. Równocześnie startował Pucharze Świata B, w którym między innymi wygrał cztery konkursy: 13, 14 i 15 grudnia w Steamboat Springs oraz 19 grudnia 2002 roku w Park City. Na mistrzostwach świata w Val di Fiemme w 2003 roku Norwegowie w składzie: Ola Morten Græsli, Petter Tande, Kristian Hammer i Kenneth Braaten zajęli czwarte miejsce. Tuż za podium znaleźli się już po skokach i mimo 34 sekund straty do zajmujących trzecie miejsce Finów nie zdołali wskoczyć na podium. Na mecie do reprezentantów Finlandii Norwegowie stracili nieco ponad 24 sekundy. Indywidualnie Braaten blisko medalu był także w sprincie, który ukończył na piątej pozycji. Do brązowego medalisty, Austriaka Felixa Gottwalda stracił 11.5 sekundy. W Gundersenie wypadł nieco słabiej, zajmując ostatecznie dziewiąte miejsce.
Norweg startował w zawodach aż do zakończenia sezonu 2004/2005, jednak nie osiągnął już większych sukcesów. W sezonie 2004/2005 Pucharu Świata B trzykrotnie stanął na podium, wygrywając 18 grudnia 2004 roku zawody w Lake Placid. W Pucharze Świata tylko raz znalazł się w czołówce - 23 stycznia 2005 roku w Libercu był szósty w sprincie. Ostatnią dużą impreza w jego karierze były mistrzostwa świata w Oberstdorfie w lutym 2005 roku. Wystartował tam tylko w sprincie, który ukończył na 24. pozycji. Ostatni oficjalnym występ zaliczył 5 marca 2005 roku w Lahti, gdzie zajął 34. miejsce w Gundersenie.
Karierę zakończył w 2005 roku.

## Osiągnięcia

### Igrzyska olimpijskie
| Miejsce | Dzień     | Rok  | Miejscowość | Konkurencja          | Wynik zwycięzcy | Strata | Zwycięzca |
| ------- | --------- | ---- | ----------- | -------------------- | --------------- | ------ | --------- |
| 1.      | 20 lutego | 1998 | Nagano      | Sztafeta K-90/4x5 km | 54:11,5         | -      | -         |

### Mistrzostwa świata
| Miejsce | Dzień     | Rok  | Miejscowość   | Konkurencja          | Wynik zwycięzcy | Strata  | Zwycięzca        |
| ------- | --------- | ---- | ------------- | -------------------- | --------------- | ------- | ---------------- |
| 5.      | 20 lutego | 1999 | Ramsau        | Gundersen K-90/15 km | 37:04,8         | +2:34,7 | Bjarte Engen Vik |
| 2.      | 25 lutego | 1999 | Ramsau        | Sztafeta K-90/4x5 km | 49:34,2         | +1:14,7 | Finlandia        |
| 7.      | 27 lutego | 1999 | Ramsau        | Sprint K-90/7,5 km   | 17:48,4         | +54,2   | Bjarte Engen Vik |
| 13.     | 15 lutego | 2001 | Lahti         | Gundersen K-90/15 km | 39:26,7         | ?       | Bjarte Engen Vik |
| 1.      | 20 lutego | 2001 | Lahti         | Sztafeta K-90/4x5 km | 48:54,1         | -       | -                |
| 11.     | 24 lutego | 2001 | Lahti         | Sprint K-116/7,5 km  | 19:40,3         | ?       | Marko Baacke     |
| 9.      | 21 lutego | 2003 | Val di Fiemme | Gundersen K-95/15 km | 37:54,2         | +2:21,0 | Ronny Ackermann  |
| 4.      | 24 lutego | 2003 | Val di Fiemme | Sztafeta K-95/4x5 km | 47:23,9         | +1:39,8 | Austria          |
| 5.      | 28 lutego | 2003 | Val di Fiemme | Sprint K-120/7,5 km  | 18:47,8         | +12,8   | Johnny Spillane  |
| 24.     | 27 lutego | 2005 | Oberstdorf    | Sprint HS137/7,5 km  | 20:15,6         | +2:29,5 | Ronny Ackermann  |

### Mistrzostwa świata juniorów
| Miejsce | Dzień       | Rok  | Miejscowość | Konkurencja          | Wynik zwycięzcy | Strata | Zwycięzca |
| ------- | ----------- | ---- | ----------- | -------------------- | --------------- | ------ | --------- |
| 1.      | 27 stycznia | 1994 | Breitenwang | Sztafeta K-90/3x5 km | ?               | -      | -         |

### Puchar Świata

#### Miejsca w klasyfikacji generalnej
- sezon 1994/1995: 63.
- sezon 1997/1998: 24.
- sezon 1998/1999: 6.
- sezon 1999/2000: 12.
- sezon 2000/2001: 13.
- sezon 2001/2002: 58.
- sezon 2002/2003: 8.
- sezon 2003/2004: 56.
- sezon 2004/2005: 35.

#### Miejsca na podium chronologicznie
| Nr | Data             | Miejscowość    | Konkurencja         | Wynik zwycięzcy | Pozycja | Strata  | Zwycięzca        |
| -- | ---------------- | -------------- | ------------------- | --------------- | ------- | ------- | ---------------- |
| 1. | 13 stycznia 1998 | Ramsau         | Sprint K90/7.5 km   | ?               | 1.      | -       | -                |
| 2. | 29 grudnia 1998  | Oberwiesenthal | Sprint K90/7.5 km   | ?               | 2.      | +1.3 s  | Hannu Manninen   |
| 3. | 9 stycznia 1999  | Štrbské Pleso  | Gundersne K90/15 km | ?               | 2.      | +32.9 s | Bjarte Engen Vik |
| 4. | 24 stycznia 1999 | Sankt Moritz   | Sprint K90/7.5 km   | ?               | 3.      | +11.1 s | Bjarte Engen Vik |
| 5. | 11 marca 2000    | Oslo           | Sprint K115/7.5 km  | ?               | 2.      | +29.2 s | Bjarte Engen Vik |
| 6. | 15 marca 2003    | Lahti          | Sprint K116/7.5 km  | 19:53.4 min     | 2.      | +1.5 s  | Felix Gottwald   |

### Puchar Kontynentalny

#### Miejsca w klasyfikacji generalnej
- sezon 1993/1994: 20.
- sezon 1996/1997: 40.
- sezon 2001/2002: 7.
- sezon 2002/2003: -
- sezon 2003/2004: 90.

#### Miejsca na podium chronologicznie
| Nr  | Data             | Miejscowość          | Konkurencja            | Wynik zwycięzcy | Pozycja | Strata      | Zwycięzca           |
| --- | ---------------- | -------------------- | ---------------------- | --------------- | ------- | ----------- | ------------------- |
| 1.  | 8 stycznia 1995  | Schwarzach im Pongau | Gundersen K90/15 km    | ?               | 3.      | ?           | Knut Borge Andersen |
| 2.  | 14 grudnia 1997  | Taivalkoski          | Gundersen K90/15 km    | ?               | 1.      | -           | -                   |
| 3.  | 20 grudnia 1997  | Vuokatti             | Sprint K90/7.5 km      | ?               | 3.      | ?           | Dmitrij Sinicyn     |
| 4.  | 4 stycznia 2002  | Klingenthal          | Gundersen K90/15 km    | ?               | 1.      | -           | -                   |
| 5.  | 11 stycznia 2002 | Baiersbronn          | Start masowy K90/10 km | ?               | 2.      | ?           | Jan Schmid          |
| 6.  | 13 grudnia 2002  | Steamboat Springs    | Sprint K114/7.5 km     | ?               | 1.      | -           | -                   |
| 7.  | 14 grudnia 2002  | Steamboat Springs    | Sprint K114/7.5 km     | ?               | 1.      | -           | -                   |
| 8.  | 15 grudnia 2002  | Steamboat Springs    | Gundersen K114/15 km   | ?               | 1.      | -           | -                   |
| 9.  | 19 grudnia 2002  | Park City            | Sprint K120/7.5 km     | ?               | 1.      | -           | -                   |
| 10. | 20 grudnia 2002  | Park City            | Gundersen K90/15 km    | ?               | 2.      | +1:52.2 min | Bernhard Gruber     |
| 11. | 11 grudnia 2004  | Steamboat Springs    | Gundersen HS127/15 km  | 41:56.0 min     | 3.      | +39.0 s     | Matthias Menz       |
| 12. | 12 grudnia 2004  | Steamboat Springs    | Sprint HS127/7.5 km    | 17:44.0 min     | 2.      | +5.0 s      | Eric Camerota       |
| 13. | 18 grudnia 2004  | Lake Placid          | Sprint HS100/7.5 km    | ?               | 1.      | -           | -                   |

### Letnie Grand Prix

#### Miejsca w klasyfikacji generalnej
- 2003: 18.

#### Miejsca na podium chronologicznie
Braaten nigdy nie stał na podium indywidualnych zawodów LGP.